# Mateo Morral
Mateo Morral Roca (Sabadell, 29 de noviembre de 1879-Torrejón de Ardoz, 2 de junio de 1906) fue un anarquista español, conocido por ser el autor del atentado contra los reyes Alfonso XIII y Victoria Eugenia de España el 31 de mayo de 1906, día de su boda.

## Biografía

### Formación, relaciones y pensamiento
Era hijo de Martín Morral Badía, un industrial textil de ideología republicana, mientras que su madre, Ángela Roca, era una católica integrista, muy influida por los pensamientos del clérigo también sabadellense Félix Sardá y Salvany.
Tras recibir instrucción en una escuela laica, Mateo trabajó en varias casas comerciales de Barcelona y estudió en el extranjero; primero en Francia (con trece años de edad) y luego dos años en Leipzig; especializándose en la industria textil y aprendiendo varios idiomas. Parece ser que en esa estancia en Alemania entró en contacto con el anarquismo, las obras de Nietzsche y el neomalthusianismo de Max Hausmeister. En 1899 volvió a España para dirigir la fábrica de Sabadell, suscitándose conflictos con su familia a causa de sus intentos de conseguir la concienciación social de sus obreros; participando incluso en las huelgas de 1901 y 1902, y en proyectos de comunas con Albano Rosell.
Hacia 1901 recorrió junto con otro joven de Sabadell, vinculado a su empresa familiar, varias ciudades alemanas y belgas, además de Londres y París, asistiendo en Londres a una reunión en casa de Errico Malatesta. De vuelta en España decidió abandonar el negocio familiar (su padre le entregó como liquidación de su participación en la empresa la cantidad de diez mil pesetas) y comenzó a trabajar como bibliotecario con Francisco Ferrer Guardia, el pedagogo anarquista fundador de la Escuela Moderna.
Durante este periodo escribió algunos breves textos, como Pensamientos revolucionarios de Nicolás Estévanez, publicado con intervención del propio Nicolás Estévanez Murphy (un militar y exministro de la Guerra, de ideología republicana federal) y el político radical Alejandro Lerroux, y con un prólogo de Federico Urales. Tuvo problemas legales.
También se asoció con Luis Bulffi (un médico anarquista que propugnaba el control de natalidad) en la Biblioteca Salud y Fuerza, con la que pretendían difundir las doctrinas del pedagogo anarquista y neomalthusiano Paul Robin, del que tradujo, junto con Anselmo Lorenzo, el folleto Generación voluntaria. Financió el periódico El Trabajo, órgano de la Federación Obrera de Sabadell. Fue amigo del médico anarquista Pedro Vallina y amante de Nora Falk, «una muchacha rusa, nihilista, fugada de la persecución zarista, muy vivaracha». Tuvo una relación amorosa con Soledad Villafranca, quien posteriormente declaró que ignoraba que tuviera ideas anarquistas.

### Atentado

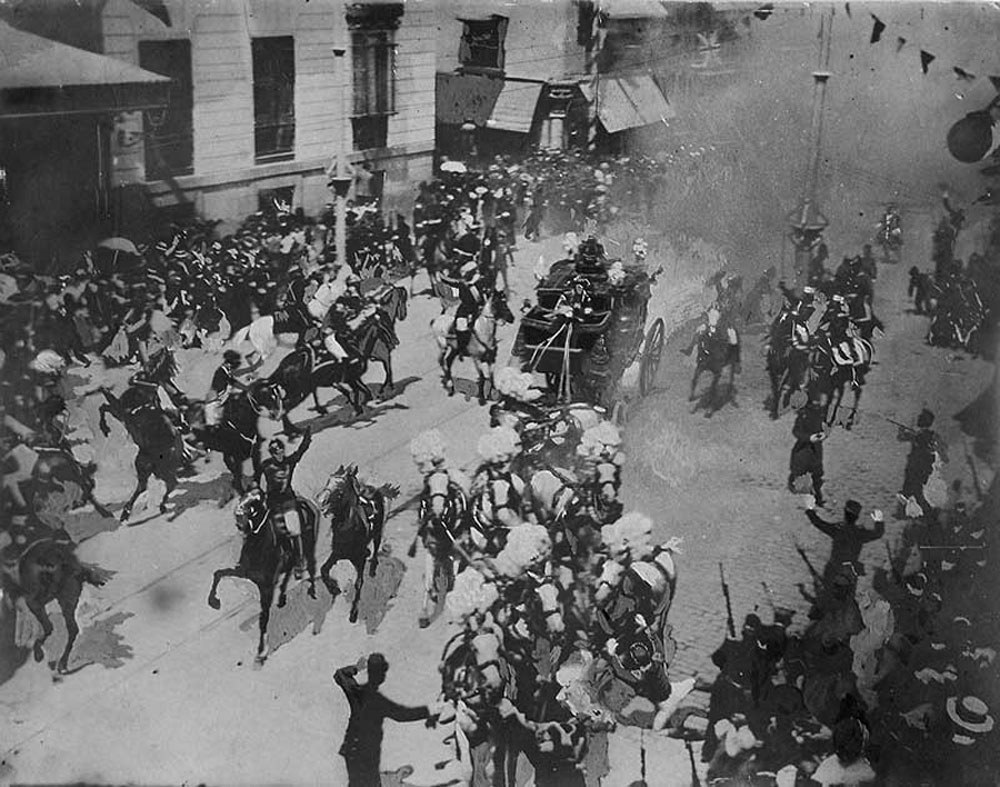
Fotografía histórica de segundos después del atentado contra el rey Alfonso XIII y Victoria Eugenia. Fue tomada por un joven estudiante de medicina, Eugenio Mesonero Romanos, nieto del escritor Ramón de Mesonero Romanos, y el periódico ABC la publicó (muy retocada) el día siguiente en su portada, pagando a su autor la extraordinaria cantidad de trescientas pesetas (previamente, se había comprometido a pagar veinticinco pesetas por una fotografía del acontecimiento).

En 1906 viajó a Madrid con el propósito de atentar contra el rey Alfonso XIII, arrojando contra él una bomba de fabricación casera de las llamadas de inversión, conocidas como bomba Orsini. El propio Mateo Morral había escrito una «descripción minuciosa de cómo debe fabricarse un explosivo» en un libro titulado Pensamiento revolucionario.
Según Pío Baroja (que conocía a Mateo Morral de frecuentar el Café Candelas de la calle Alcalá, al igual que su hermano Ricardo Baroja, quien le hizo un retrato, y Ramón de Valle Inclán, que le compuso un poema) la bomba le habría sido entregada diez días antes del atentado, procedente de Francia y envuelta en una bandera francesa, por su ideólogo favorito, Nicolás Estévanez. Este se encontraba en Barcelona, de incógnito, entre el 16 y el 22 de mayo, fecha en la que salió en barco hacia La Habana.
Los escritores de la época que vivieron estos acontecimientos asocian a Mateo con un tal “Dutrem Semovich, corredor de la Lecitina Billon, que no es otro que el farmacéutico y Anarquista Wenceslau Dutrem Solanich, ambos catalanes y compartían afinidad ideológica. Es en ese viaje a Madrid donde ambos se conocen en el Café Candelas. Tanto Morral como Wenceslao se expresaban en Alemán.

Edificio desde el que se arrojó la bomba

El 31 de mayo de 1906, día de la boda real, cuando la comitiva se dirigía de vuelta de la iglesia de los Jerónimos al Palacio Real de Madrid, Morral esperaba su paso desde el balcón de la pensión en la que se hospedaba, ubicada en el tercer piso del número 88 (actualmente 84) de la calle Mayor. A las 13h 55', cuando la carroza real pasaba bajo él, arrojó la bomba oculta en un ramo de flores. El ramo con la bomba tropezó en su caída con el tendido del tranvía y se desvió hacia la multitud que estaba observando la comitiva. Los reyes salieron ilesos pero murieron veinticinco personas, quince de ellas militares. Más de cien resultaron heridas. Otro artefacto, que no llegó a estallar, se encontró al otro lado de la calle, en Capitanía.

### Huida y muerte
Tras el atentado, Mateo Morral fue a refugiarse, a primera hora de la tarde, en la redacción de El Motín, cuyo director, José Nakens, había realizado unas notables declaraciones tras el asesinato de Cánovas en 1897 (que, aunque conocía al responsable -el anarquista Michele Angiolillo- no sabía nada de sus propósitos, pero que en todo caso no le hubiera delatado). Nakens facilitó a Morral acomodo en la casa de un tipógrafo de su imprenta, donde pasó la noche. Entre los últimos en tener contacto con él estuvo Julio Camba, por entonces un joven periodista anarquista.
Consiguió escapar de Madrid, pero el 2 de junio fue reconocido por varias personas en un ventorrillo cercano a la estación de Torrejón de Ardoz, el Ventorro de los Jaraíces, donde se detuvo para comer, esperando tomar el tren para Barcelona. Estas personas, que sospecharon de él por sus dedos vendados, su acento catalán y la falta de correspondencia entre sus finos modales y la ropa que vestía (un mono de mecánico), avisaron al guarda jurado particular de la finca de Aldovea, Fructuoso Vega, quien, tras requerirle la documentación, le conminó a acompañarle al cuartelillo de Torrejón.

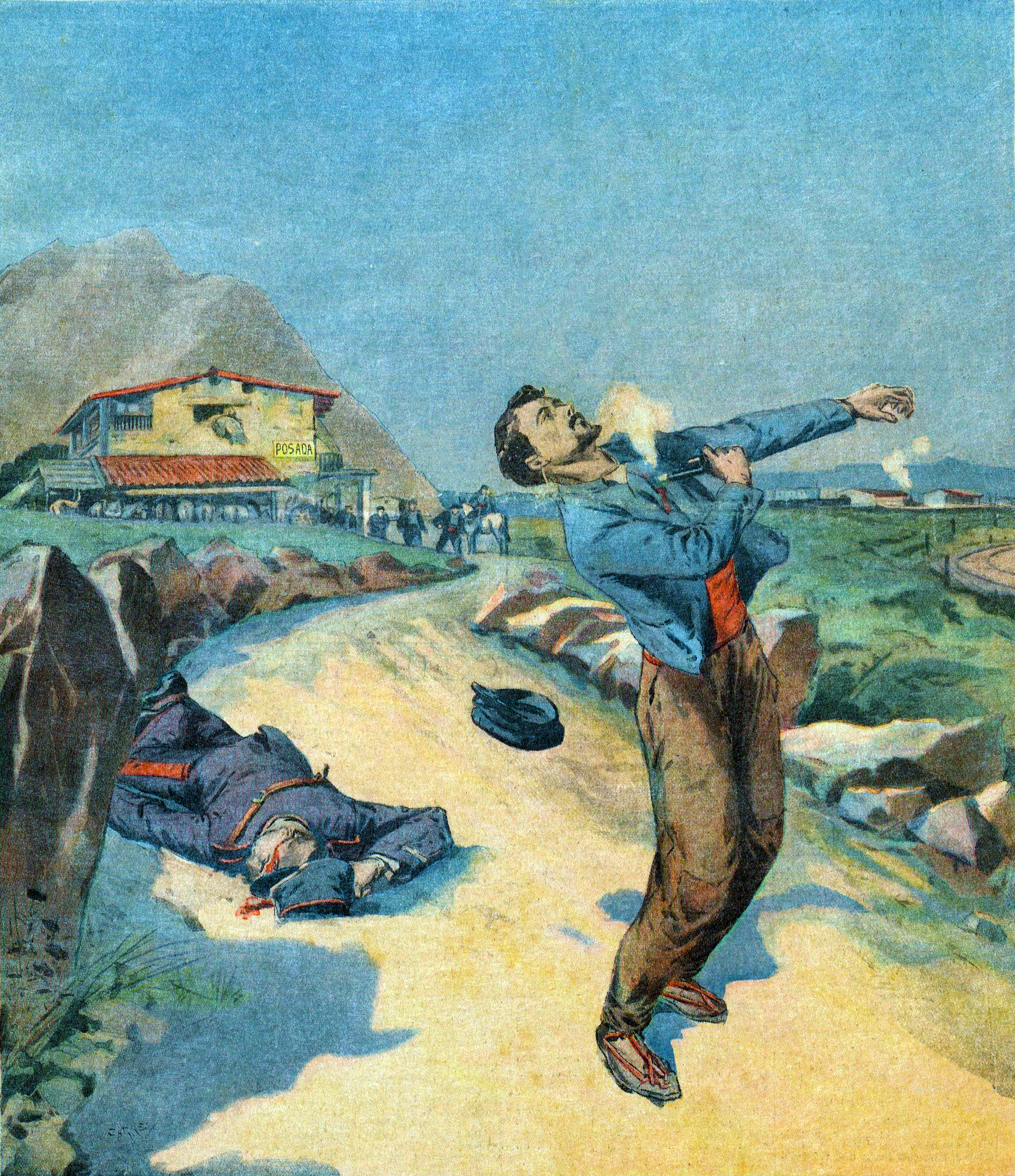
Ilustración en Le Petit Parisien representando la presunta muerte de Morral

Lo que pasó posteriormente es objeto de debate. Las fuentes de la investigación oficial (sumario 220/1906) sostienen que se entregó pacíficamente, pero cuando era conducido por el guarda al cuartelillo, le mató de un tiro y se suicidó a continuación. En cambio, un estudio forense de las cuatro fotografías tomadas al cadáver indica que el orificio que se aprecia en el pecho es de características incompatibles tanto con un disparo a corta distancia como con la «pistola Browning que, presuntamente, llevaba oculta».

Cadáver de Morral expuesto en el Hospital del Buen Suceso

Su cuerpo y el del guarda fueron mostrados en el ayuntamiento del pueblo, hasta que se los llevaron a Madrid a las pocas horas. «... a la vista del féretro, el pueblo en masa que se hallaba estacionado ante el ayuntamiento prorrumpió en mueras al asesino y al anarquismo al mismo tiempo que vitoreaba a los Reyes de España. Fue preciso, ante las manifestaciones de hostilidad de los vecinos, y a fin de impedir que destrozaran el cadáver como se proponían, que seis parejas de la Guardia Civil de Torrejón y San Fernando rodeasen el carro donde iba el féretro».
El guarda fue enterrado en su localidad natal, Loeches; y en su honor, el duque de Tovar, propietario de la finca y palacio de Aldovea, costeó una cruz que se colocó en el kilómetro 4 de la carretera de Torrejón a Arganda, y que se mantuvo allí hasta que fue retirada en la época de la Segunda República.
Una crónica del periódico ABC del 15 de junio de 1906 (unas dos semanas después del atentado), apoyada en los testimonios del «guarda núm. 15» y el «señor Ruipérez», relataba cómo Mateo Morral habría sido visto junto a una persona no identificada el día 26 de mayo tallando un mensaje amenazante en un árbol del parque del Retiro: «Ejecutado será Alfonso XIII el día de su enlace - Un irredento - Dinamita».

## Juicio posterior
En el juicio, celebrado el 3 de junio de 1907 sin jurado popular, se condenó a nueve años de prisión a José Nakens y a otros dos anarquistas (Isidro Ibarra y Bernardo Mata), por haber facilitado la huida de Mateo Morral, mientras que Francisco Ferrer Guardia y otros tres acusados fueron absueltos. La sentencia se consideró benigna, y posiblemente condicionada por las amenazas de venganza en el caso de que Ferrer fuese condenado. Los condenados fueron indultados un año después, a raíz de una campaña de prensa a su favor, basada en la publicación de artículos del propio Nakens relatando las terribles condiciones de vida en la cárcel. Ferrer Guardia fue posteriormente acusado de instigar los incidentes de la Semana Trágica en Barcelona (1909), por lo que fue ejecutado a pesar de las protestas y presiones internacionales.

## Callejero de Madrid
En el estudio Toponimia madrileña: proceso evolutivo, de Luis Miguel Aparisi Laporta, se afirma que el Ayuntamiento de Madrid renombró la calle Mayor como calle de Mateo Morral, pero lo cierto es que dicho cambio de nombre no consta en el callejero histórico del Ayuntamiento de Madrid. Además, se puede consultar el acta de los acuerdos del Ayuntamiento del 11 de junio de 1936 donde aparece el nombre de Mateo Morral en una propuesta para dar nombre a una plaza, no siendo aprobada dicha propuesta y devuelta a la comisión iniciativa.